# Доглаури
Доглаури (груз. დოღლაური) — село в Грузии, на территории Карельского муниципалитета края (мхаре) Шида-Картли.

## География
Село находится в центральной части Грузии, на левом берегу реки Куры, вблизи места впадения в неё реки Пца, на расстоянии приблизительно 3 километров (по прямой) к северо-западу от города Карели, административного центра муниципалитета. Абсолютная высота — 656 метров над уровнем моря.

## Население
По результатам официальной переписи населения 2014 года в Доглаури проживало 75 человек (43 мужчины и 32 женщины). В национальной структуре населения грузины составляли 93,3 %, осетины — 5,3 %, русские — 0,2 %.
| Год  | Население, человек |
| ---- | ------------------ |
| 2002 | 118                |
| 2014 | ↘ 75               |